# هوارد هودجز
هوارد هودجز (بالإنجليزية: Howard Hodges)‏ هو لاعب كرة قدم أمريكية أمريكي، ولد في 29 مايو 1981.

## وصلات خارجية
- هوارد هودجز على موقع JustSportsStats.com (الإنجليزية)